# Lista över olympiska medaljörer i modern femkamp
Det här är en komplett lista över olympiska medaljörer i modern femkamp från 1912 fram till 2021.

## Nuvarande grenar

### Damer
| Spel                            | Guld                          | Silver                         | Brons                           |
| Sydney 2000 Detaljer...         | Stephanie Cook Storbritannien | Emily deRiel USA               | Kate Allenby Storbritannien     |
| Aten 2004 Detaljer...           | Zsuzsanna Vörös Ungern        | Jeļena Rubļevska Lettland      | Georgina Harland Storbritannien |
| Peking 2008 Detaljer...         | Lena Schöneborn Tyskland      | Heather Fell Storbritannien    | Viktorija Teresjtjuk Ukraina    |
| London 2012 Detaljer...         | Laura Asadauskaitė Litauen    | Samantha Murray Storbritannien | Yane Marques Brasilien          |
| Rio de Janeiro 2016 Detaljer... | Chloe Esposito Australien     | Élodie Clouvel Frankrike       | Oktawia Nowacka Polen           |
| Tokyo 2020 Detaljer...          | Kate French Storbritannien    | Laura Asadauskaitė Litauen     | Sarolta Kovács Ungern           |
| Paris 2024 Detaljer...          | Michelle Gulyás Ungern        | Élodie Clouvel Frankrike       | Seong Seung-min Sydkorea        |

### Herrar

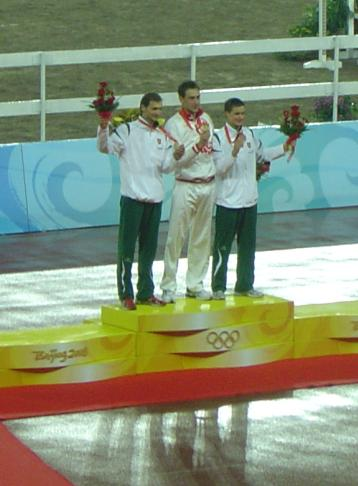
Medaljörerna i herrarnas tävling 2008.

| Spel                            | Guld                            | Silver                          | Brons                                   |
| Stockholm 1912 Detaljer...      | Gösta Lilliehöök Sverige        | Gösta Åsbrink Sverige           | Georg de Laval Sverige                  |
| Antwerpen 1920 Detaljer...      | Gustaf Dyrssen Sverige          | Erik de Laval Sverige           | Gösta Runö Sverige                      |
| Paris 1924 Detaljer...          | Bo Lindman Sverige              | Gustaf Dyrssen Sverige          | Bertil Uggla Sverige                    |
| Amsterdam 1928 Detaljer...      | Sven Thofelt Sverige            | Bo Lindman Sverige              | Helmut Kahl Tyskland                    |
| Los Angeles 1932 Detaljer...    | Johan Oxenstierna Sverige       | Bo Lindman Sverige              | Richard Mayo USA                        |
| Berlin 1936 Detaljer...         | Gotthard Handrick Tyskland      | Charles Leonard USA             | Silvano Abbà Italien                    |
| London 1948 Detaljer...         | William Grut Sverige            | George Moore USA                | Gösta Gärdin Sverige                    |
| Helsingfors 1952 Detaljer...    | Lars Hall Sverige               | Gábor Benedek Ungern            | István Szondy Ungern                    |
| Melbourne 1956 Detaljer...      | Lars Hall Sverige               | Olavi Mannonen Finland          | Wäinö Korhonen Finland                  |
| Rom 1960 Detaljer...            | Ferenc Németh Ungern            | Imre Nagy Ungern                | Robert Beck USA                         |
| Tokyo 1964 Detaljer...          | Ferenc Török Ungern             | Igor Novikov Sovjetunionen      | Albert Mokejev Sovjetunionen            |
| Mexico City 1968 Detaljer...    | Björn Ferm Sverige              | András Balczó Ungern            | Pavel Lednjov Sovjetunionen             |
| München 1972 Detaljer...        | András Balczó Ungern            | Boris Onisjtjenko Sovjetunionen | Pavel Lednjov Sovjetunionen             |
| Montreal 1976 Detaljer...       | Janusz Pyciak-Peciak Polen      | Pavel Lednjov Sovjetunionen     | Jan Bártů Tjeckoslovakien               |
| Moskva 1980 Detaljer...         | Anatoli Starostin Sovjetunionen | Tamás Szombathelyi Ungern       | Pavel Lednjov Sovjetunionen             |
| Los Angeles 1984 Detaljer...    | Daniele Masala Italien          | Svante Rasmuson Sverige         | Carlo Massullo Italien                  |
| Seoul 1988 Detaljer...          | János Martinek Ungern           | Carlo Massullo Italien          | Vachtang Iagorasjvili Sovjetunionen     |
| Barcelona 1992 Detaljer...      | Arkadiusz Skrzypaszek Polen     | Attila Mizsér Ungern            | Eduard Zenovka OSS                      |
| Atlanta 1996 Detaljer...        | Aleksandr Parygin Kazakstan     | Eduard Zenovka Ryssland         | János Martinek Ungern                   |
| Sydney 2000 Detaljer...         | Dmitrij Svatkovskij Ryssland    | Gábor Balogh Ungern             | Pavel Dovgal Belarus                    |
| Aten 2004 Detaljer...           | Andrej Moisejev Ryssland        | Andrejus Zadneprovskis Litauen  | Libor Capalini Tjeckien                 |
| Peking 2008 Detaljer...         | Andrej Moisejev Ryssland        | Edvinas Krungolcas Litauen      | Andrejus Zadneprovskis Litauen          |
| London 2012 Detaljer...         | David Svoboda Tjeckien          | Cao Zhongrong Kina              | Ádám Marosi Ungern                      |
| Rio de Janeiro 2016 Detaljer... | Aleksander Lesun Ryssland       | Pavlo Tymosjtjenko Ukraina      | Ismael Marcelo Hernandez Uscanga Mexiko |
| Tokyo 2020 Detaljer...          | Joseph Choong Storbritannien    | Ahmed El-Gendy Egypten          | Jun Woong-tae Sydkorea                  |
| Paris 2024 Detaljer...          | Ahmed El-Gendy Egypten          | Taishu Sato Japan               | Giorgio Malan Italien                   |

## Borttagna grenar

### Lag
| Spel                         | Guld                                                            | Silver                                                        | Brons                                                          |
| Helsingfors 1952 Detaljer... | Ungern Gábor Benedek Aladár Kovácsi István Szondy               | Sverige Lars Hall Torsten Lindqvist Claes Egnell              | Finland Olavi Mannonen Lauri Vilkko Olavi Rokka                |
| Melbourne 1956 Detaljer...   | Sovjetunionen Igor Novikov Aleksandr Tarasov Ivan Deryugin      | USA George Lambert William Andre Jack Daniels                 | Finland Olavi Mannonen Wäinö Korhonen Berndt Katter            |
| Rom 1960 Detaljer...         | Ungern Ferenc Németh Imre Nagy András Balczó                    | Sovjetunionen Igor Novikov Nikolaj Tatarinov Hanno Selg       | USA Robert Beck George Lambert Jack Daniels                    |
| Tokyo 1964 Detaljer...       | Sovjetunionen Igor Novikov Albert Mokejev Viktor Minejev        | USA James Moore David Kirkwood Paul Pesthy                    | Ungern Ferenc Török Imre Nagy Ottó Török                       |
| Mexico City 1968 Detaljer... | Ungern András Balczó István Móna Ferenc Török                   | Sovjetunionen Boris Onisjtjenko Pavel Lednjov Stasys Šaparnis | Frankrike Raoul Gueguen Lucien Guiguet Jean-Pierre Giudicelli  |
| München 1972 Detaljer...     | Sovjetunionen Boris Onisjtjenko Pavel Lednjov Vladimir Sjmeljov | Ungern András Balczó Zsigmond Villányi Pál Bakó               | Finland Risto Hurme Veikko Salminen Martti Ketelä              |
| Montreal 1976 Detaljer...    | Storbritannien Jim Fox Danny Nightingale Adrian Parker          | Tjeckoslovakien Jan Bártů Bohumil Starnovský Jiří Adam        | Ungern Tamás Kancsal Tibor Maracskó Szvetiszláv Sasics         |
| Moskva 1980 Detaljer...      | Sovjetunionen Anatoli Starostin Pavel Lednjov Jevgenij Lipejev  | Ungern Tamás Szombathelyi Tibor Maracskó László Horváth       | Sverige Svante Rasmuson Lennart Pettersson George Horvath      |
| Los Angeles 1984 Detaljer... | Italien Daniele Masala Pier Paolo Cristofori Carlo Massullo     | USA Michael Storm Robert Gregory Losey Dean Glenesk           | Frankrike Paul Four Didier Boubé Joël Bouzou                   |
| Seoul 1988 Detaljer...       | Ungern János Martinek Attila Mizsér László Fábián               | Italien Carlo Massullo Daniele Masala Gianluca Tiberti        | Storbritannien Richard Phelps Dominic Mahony Graham Brookhouse |
| Barcelona 1992 Detaljer...   | Polen Arkadiusz Skrzypaszek Dariusz Goździak Maciej Czyżowicz   | OSS Anatoli Starostin Dmitri Svatkovskij Eduard Zenovka       | Italien Gianluca Tiberti Carlo Massullo Roberto Bomprezzi      |